# Krummstab

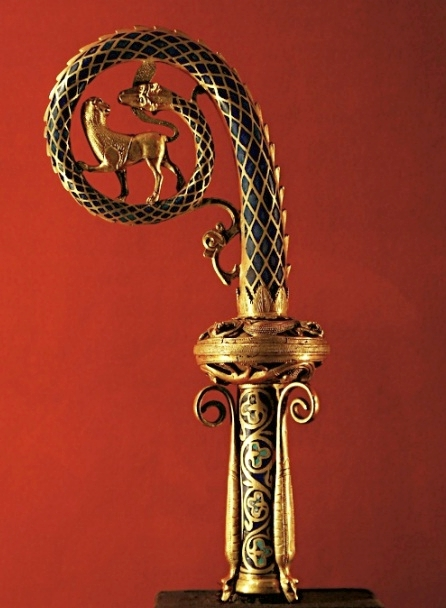
Bischofsstab von Limoges, Frankreich

Der Krummstab (altägyptisch heqa (Herrscher-Zepter), auet (Hirtenstab), ansonsten auch Abtstab/Abtsstab, Lituus, Baculum pastorale, Bischofsstab, Pastoralstab, Pastorale und Pedum oder Virga) ist als altägyptische Insigne bereits seit dem Alten Reich (2707–2216 v. Chr.) belegt und wurde als religiöses Herrschaftssymbol von vielen Ländern übernommen.
In der christlichen Tradition gehört der Krummstab zu den Pontifikalien und besteht aus einem Schaft und der an seinem oberen Ende anschließenden Krümme. Die Krümme besteht meist aus vergoldetem Silber oder Kupfer und ist oft künstlerisch gestaltet; der etwa 1,5 Meter lange Schaft besteht meist aus Holz. Manchmal ist in Höhe des Knaufs ein herabhängendes Tuch befestigt, der Pannisellus.

## Herkunft und Geschichte

### Altes Ägypten
| S39 |

Ägyptisches Heka-Szepter
als Hieroglyphe:
ḥq3
Herrscher-Zepter

Im Alten Ägypten war der Krummstab ein Herrschaftszeichen von Königen (Pharaonen) und Gottheiten, beispielsweise von Min, Osiris und dem Horuskind. Er symbolisierte zugleich die Wiedergeburt und Regeneration.
Im altägyptischen Totenbuch gehörte der Krumm- beziehungsweise Hirtenstab zu den Ausrüstungsgegenständen von Osiris in seiner Funktion als Richter über die Toten. Mit dem Hirtenstab besaß Osiris die Macht, über den Eintritt in das Jenseits zu entscheiden und der Ba-Seele zur täglichen Wiedergeburt zu verhelfen. Außerdem konnte der Krummstab als Werkzeug zum Heranziehen von Tieren benutzt werden. Damit bildete der altägyptische Hirtenstab die Vorlage, die im Bischofsstab fortlebte.

### Weitere Entwicklung

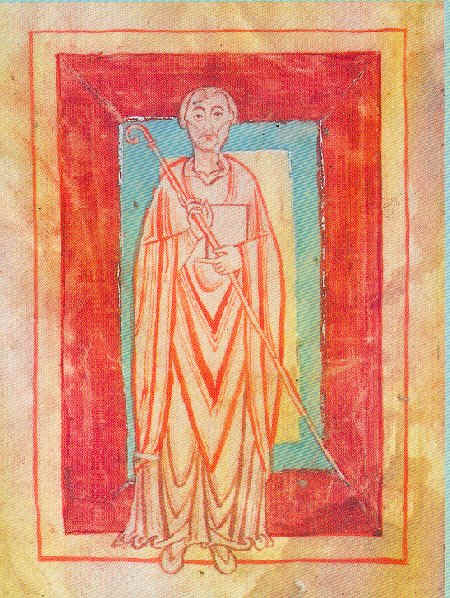
Abt Wilhelm von Hirsau († 1091) mit Krummstab

Kaiser Konstantin erteilte im 4. Jahrhundert den Bischöfen durch das privilegium fori die Erlaubnis, als Zeichen geistlicher und weltlicher Rechtsprechung einen dem Augurenstab ähnlichen Stab zu tragen.
Zu den ersten Erwähnungen zählt der Hirtenstab, den der Erzbischof von Canterbury dem Abt Theodor von Canterbury verlieh. Erstmals bezeugt wurde der Abtsstab um das Jahr 600 bei der Weihe des Heiligen Kolumban von Luxeuil. Der eigentliche Krummstab verbreitete sich in seinem Gebrauch vor allem bei kirchlichen Würdenträgern im 7. Jahrhundert in Spanien und Frankreich, außerhalb der Liturgie als Symbol der Gerichtsbarkeit.
In Þingvellir auf Island wurde ein Tau-Kreuz-artiger doppelseitig eingerollter Bischofsstab gefunden.

## Ring und Stab – Investiturstreit
Die Frage, wem das Recht zustand, Prälaten Ring und Stab zu verleihen, prägte den Investiturstreit. Im Wormser Konkordat akzeptierte Kaiser Heinrich V. den Anspruch des Papstes auf das Recht der Investitur und verzichtete auf die Investitur mit Ring und Stab.
Im Gegenzug räumte Papst Calixt II. ein, dass die Wahl der deutschen Bischöfe und Äbte in Gegenwart kaiserlicher Abgeordneter verhandelt, der Gewählte aber mit den Regalien, die mit seinem geistlichen Amt verbunden waren, vom Kaiser durch das Zepter belehnt werden solle. Während im deutschen Teil des Kaiserreichs die Verleihung der Regalien durch den Kaiser vor der Weihe vorgesehen war, erfolgte in Italien und Burgund zunächst die Verleihung von Ring und Stab, wodurch der Einfluss des Kaisers auf die Einsetzung von Bischöfen praktisch verloren ging.

## Liturgischer Gebrauch

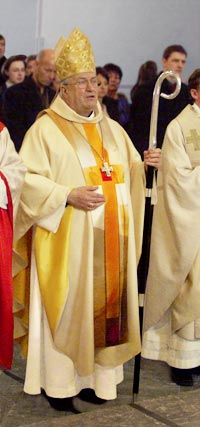
Karl Kardinal Lehmann († 2018), Bischof von Mainz, mit modernem Krummstab und Mitra

In der Gegenwart ist das Tragen des Krummstabs in der Liturgie der katholischen Kirche Würdenträgern mit eigenem Jurisdiktionsbereich vorbehalten. Dazu gehören insbesondere Bischöfe, Äbte und Äbtissinnen, seltener auch Prälaten.
Den Bischofsstab trägt der Diözesanbischof in seiner eigenen Diözese. Außerhalb seiner Diözese darf der Bischof den Bischofsstab als Sinnbild seines Hirtenamtes nur mit Erlaubnis des zuständigen Ordinarius tragen und nur, wenn er dort einen feierlichen Gottesdienst leitet. Ein Weihbischof hat generell die Erlaubnis, in dem Bistum, in dem er tätig ist, den Bischofsstab zu tragen.
Bei einer Bischofsweihe trägt der Hauptkonsekrator den Stab beim Einzug und übergibt ihn bei der Weihe eines Diözesanbischofs im Moment der Bistumsübernahme an den neugeweihten Bischof, der ihn von jetzt an trägt. Bei der Weihe eines Titularbischofs wird diesem ein neuer Bischofsstab überreicht, und beim Auszug tragen sowohl der Hauptkonsekrator als auch der geweihte Bischof einen Bischofsstab.
Früher galt, dass der Inhaber im eigenen Territorium den Stab so hält, dass die Krümmung nach außen zeigt, und auf „fremdem“ Gebiet so, dass die Krümmung zu ihm hinzeigt. Weihbischöfe verwendeten den Stab mangels eigener Jurisdiktion stets in der letztgenannten Weise. Dies wird mancherorts – etwa im Erzbistum Paderborn – weiterhin praktiziert, widerspricht jedoch dem erneuerten Zeremoniale für die Bischöfe, das die erstgenannte Form der Verwendung für sämtliche Bischöfe (unabhängig von ihrer Jurisdiktion am Ort der Pontifikalhandlung) vorsieht.
Nehmen mehrere Bischöfe oder Kleriker mit dem Recht der Pontifikalien an einer liturgischen Feier teil, trägt in der Regel nur der Hauptzelebrant der Feier den Hirtenstab. Der Papst trägt keinen Krummstab, sondern einen Kreuzstab, die Ferula.
Auch die Bischöfe der altkatholischen, orthodoxen und anglikanischen Kirche sowie einiger lutherischer Kirchen außerhalb Deutschlands gebrauchen einen Bischofsstab.

## Heraldik

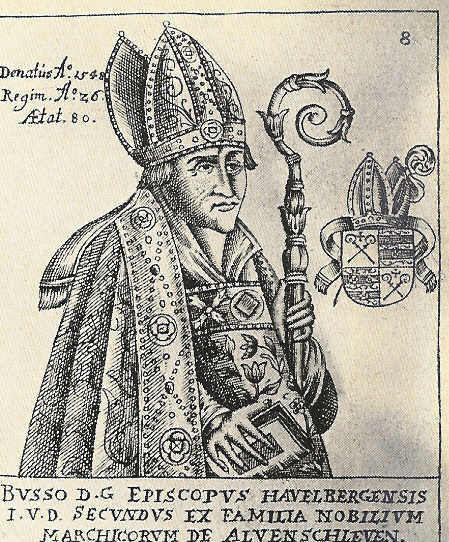
Busso X. von Alvensleben

In der Heraldik findet der Krummstab in zweierlei Weise Verwendung:
- Der Stab kann auf dem Wappenschild selbst als Gemeine Figur verwendet werden; hier bezeichnet er dann oft den (ehemaligen) Herrschaftsbereich eines Bischofs oder Prälaten, z. B. ein Hochstift. Ein bekanntes Beispiel ist der Baselstab.
- Traditionell schmückten Mitra und Krummstab (bei Fürstbischöfen auch das Schwert) als Wappenzier die Wappen von Bischöfen und Äbten. Die Verwendung der Mitra zur Timbrierung (Wappenzusatz) des Wappens wurde 1969 von Papst Paul VI. abgeschafft. Seither wird nur noch bei den Wappen der „geweihten“ Äbte und Äbtissinnen der Hirtenstab hinter den Wappenschild gestellt, bei den Äbten zumeist unter dem Prälatenhut.
- Anhand der Stellung der Schnecke des Stabes auf Bildnissen lässt sich die Funktion des Trägers erkennen. Zeigt die Schnecke nach außen (siehe Bild), handelt es sich um einen Bischof, zeigt sie nach innen, handelt es sich um einen Abt. Dies rührt daher, dass der Bischof nach außen in die Welt und der Abt nach innen in die Kirche wirkt.
- Am Pedum kann ein breites Band mit einem Ring befestigt sein. Diese lange Schleife, mit kirchlichen Symbolen bestickt und häufig auch mit Fransen, wird Pannisellus oder Sudariolum genannt. Dies deutet auf einen Abt hin, der früher – anders als ein Bischof – keine Pontifikalhandschuhe trug und daher den Stab zu dessen Schonung mit einem Schweißtuch anfasste.
- Die Ausrichtung der Schnecke ist heraldisch rechts, Abweichungen müssen gemeldet werden.
- Eine stark stilisierte Form ist der Baslerstab in verschiedenen weiteren Stilisierungen (siehe dort).

Der Krummstab in der Heraldik des deutschsprachigen Kulturraums
Gekreuzte Bischofsstäbe und Pannisellus: Wappen von Alsheim
Wappen der Gemeinde Arberg, mehrfach redend
Wappen des Landkreises Bad Tölz-Wolfratshausen
Wappen des Landkreises Biberach
Wappen von Bischberg
Wappen der Stadt Bischofswerda (Sachsen)
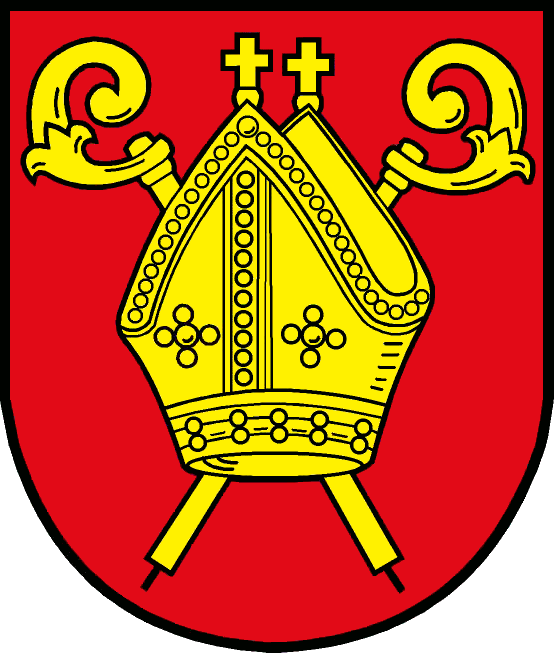
Wappen der Stadt Bützow
Wappen des Landkreises Cuxhaven: Der Hl. Nikolaus mit silbernem Krummstab, dessen Krümme in einer grünen vierblättrigen Rose endet[5]
Wappen des Landkreises Eichstätt
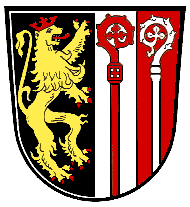
Wappen des 1972 aufgelösten Landkreises Eschenbach/Oberpfalz
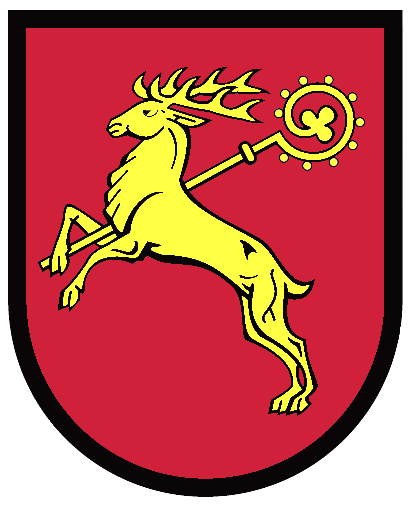
Wappen mit Hirsch, Calw-Hirsau
Wappen des Landkreises Nordwestmecklenburg seit 2011
Wappen des Landkreises Ostallgäu
Wappen von Quiddelbach/Landkr. Ahrweiler
Wappen des Landkreises Teltow-Fläming
Wappen der Gemeinde Abtsteinach im Odenwald
Wappen der Gemeinde Benediktbeuern
Wappen von Bodolz mit Pedum und Sudarium
Wappen der Ortsgemeinde Korweiler im Hunsrück
Wappen der Gemeinde Langwedel (Holstein)
Wappen der Gemeinde Niederalteich
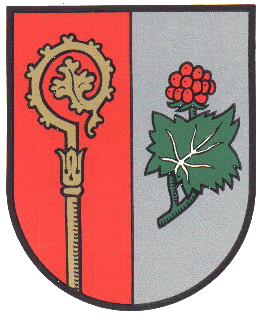
Wappen von Loxstedt-Schwegen
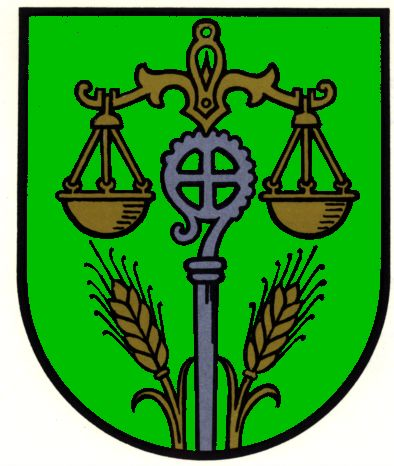
Wappen der Gemeinde Midlum im Landkreis Cuxhaven
Wappen von Ramsen (Pfalz): Krummstab und goldene Lanze gekreuzt
Wappen der Ortsgemeinde Schornsheim im Landkreis Alzey-Worms
Wappen von Salem (Baden) mit Abtsstab
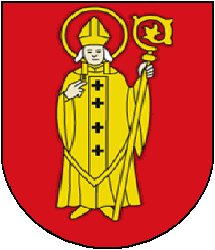
Wappen der Gemeinde Mervelier (Morschwiler) im Kanton Jura
Wappen von Reinach im Kanton Basel-Landschaft
Wappen der Gemeinde Tholey im Saarland
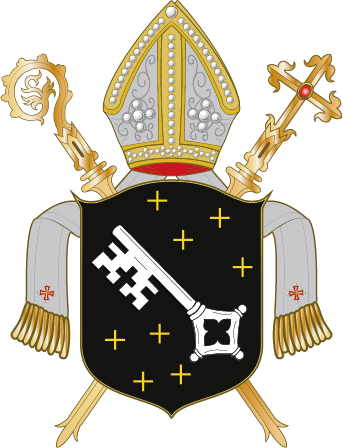
Wappen des Bistums Worms
Wappen der Abtei Speinshart
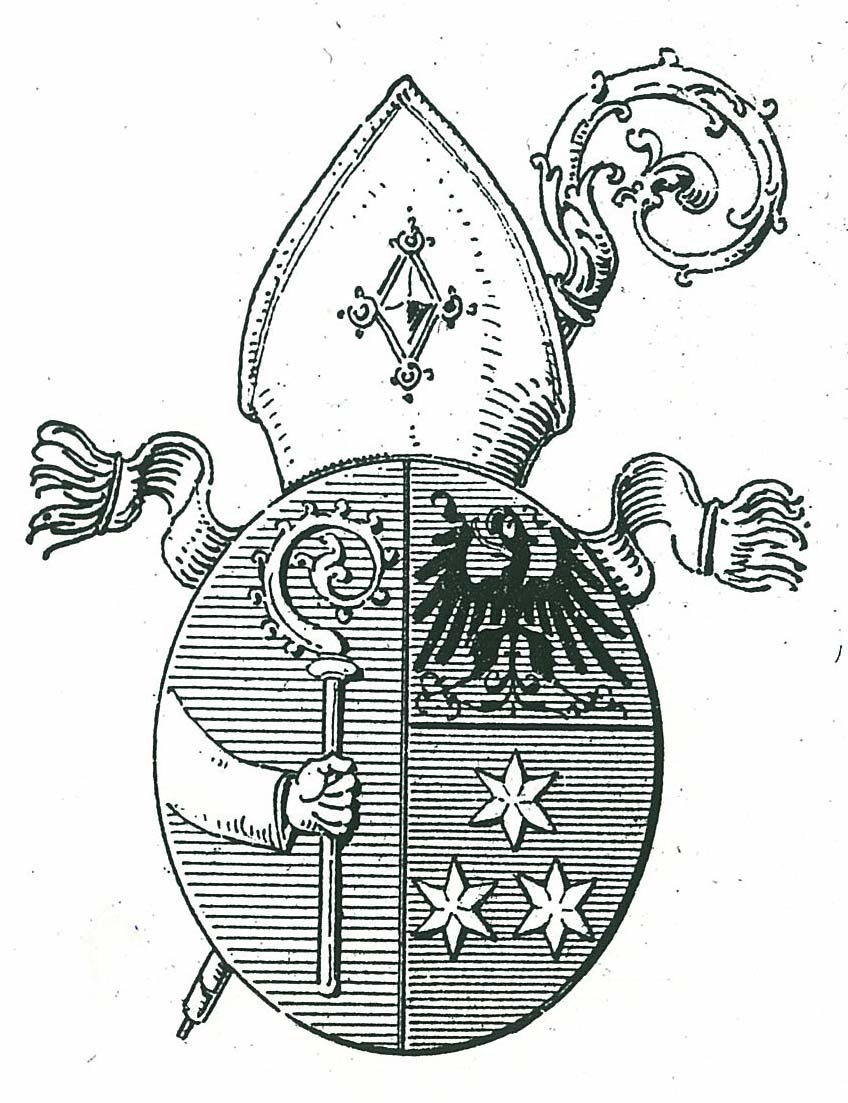
Abtswappen von Raymundus Regondi von Altenburg (1681–1715) nach älterem Brauch
Wappenzier eines Abtes (seit 1969)
Krummstab, Mitra und Schwert als Schildzier des Wappens der Hochmeister des Deutschen Ordens
Baslerstab in Fahne und Wappen der Stadt und des Kantons Basel-Stadt
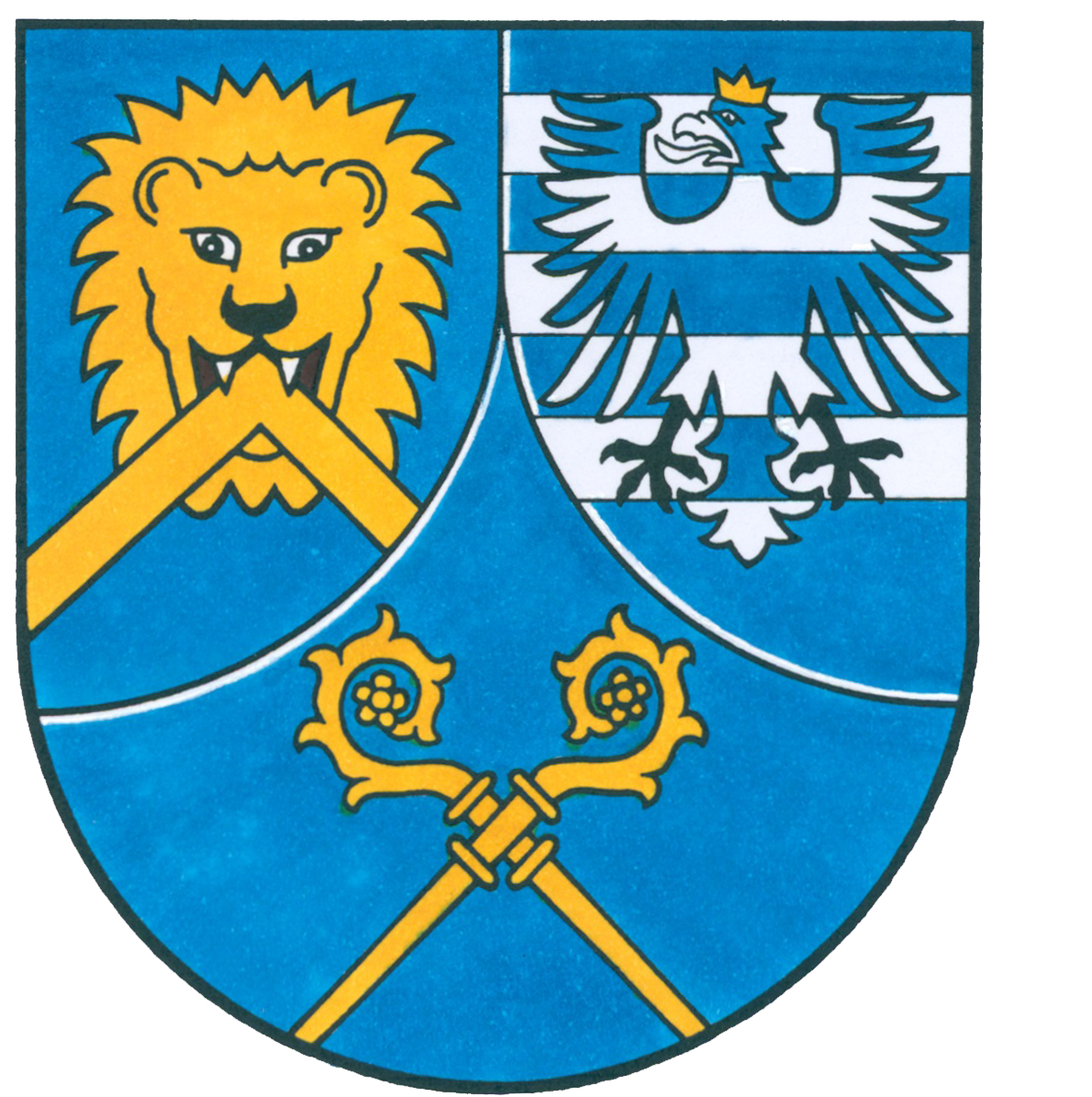
Wappen der Abtei Münsterschwarzach mit zwei Krummstäben als Hinweis auf die beiden Klöster, aus denen Münsterschwarzach hervorgegangen ist.

## Sonstiges
Nach der alten französischen Bezeichnung für den Bischofsstab (la crosse) wurde im 17. Jahrhundert das indianische Spiel „Baggataway“ (oder auch „Tewaraathon“) bezeichnet. Es ist seitdem unter dem Namen Lacrosse bekannt.
Das Sprichwort „Unterm Krummstab ist gut leben“ entstand, weil in den geistlichen Territorien die bäuerlichen Untertanen in der Regel mehr Rechtssicherheit und bessere Lebensbedingungen hatten; so gab es hier keine Großgrundbesitzer und keine Leibeigenschaft. Außerdem gab es dort mehr Feiertage als in den weltlichen Gebieten.